# زملوو
زملوو (به آلمانی: Semlow) یک شهر در آلمان است که در Ribnitz-Damgarten واقع شده‌است. زملوو ۸۲۳ نفر جمعیت دارد.